# Ходейда (мухафаза)
Ходейда (араб. الحديدة) — одна з 21 мухафази Ємену.

## Географія
Розташована на заході країни. Межує з мухафазами: Хадджа (на півночі), Махвіт, Сана, Рейма і Дамар (на сході), Ібб (на південному сході) і Таїз (на півдні). На заході омивається водами Червоного моря.
Площа становить 17 509 км²
Адміністративний центр — місто Ходейда.

## Населення
Населення — 2687674 осіб (2012 рік). Середня щільність населення — 153,50 чол./км².

## Мудірійї мухафази Ходейда
- Ad Dahi
- Ad Durayhimi
- Al Garrahi
- Al Hajjaylah
- Al Hali
- Al Hawak
- Al Khawkhah
- Al Mansuriyah
- Al Marawi'ah
- Al Mighlaf
- Al Mina
- Al Munirah
- Al Qanawis
- Alluheyah
- As Salif
- As Sukhnah
- At Tuhayat
- Az Zaydiyah
- Az Zuhrah
- Bajil
- Bayt al-Faqih
- Bura
- Hays
- Jabal Ra's
- Kamaran
- Zabid